# Alet (Salat)
Der Alet ist ein Fluss in Frankreich, der im Département Ariège in der Region Okzitanien verläuft. Er entspringt in den Pyrenäen, nahe der Grenze zu Spanien, im südlichen Gemeindegebiet von Ustou, zwischen der Pointe de la Hillette und dem Gipfel Campet (2312 m). Der Quellbach hat den Namen Ruisseau de la Hillette, durchströmt den gleichnamigen Gebirgssee Étang de la Hillette und fällt dann über den Talkessel Cirque de Cagateille steil ins Tal ab. Dort ändert er nochmals seinen Namen auf Ruisseau des Cors, entwässert generell in nordwestlicher Richtung durch den Regionalen Naturpark Pyrénées Ariégeoises und mündet nach insgesamt rund 20 Kilometern am Berührungspunkt der Gemeinden Seix, Ustou und Couflens, beim Weiler Pont de la Taule, als rechter Nebenfluss in den Salat.

## Orte am Fluss
(Reihenfolge in Fließrichtung)
Weiler der Gemeinde Ustou:
- Moussures
- Stillon
- L’Ariail
- Portet
- Saint Lizier
- Bielle
- Le Trein
- Pont de la Taule